# Sabirabad (Stadt)
Sabirabad (ehemals Petropavlovka und Qalaqayın) ist eine Stadt in Aserbaidschan und das Verwaltungszentrum des Rayons Sabirabad. Sie hat 31.000 Einwohner (Stand: 2021).

## Lage

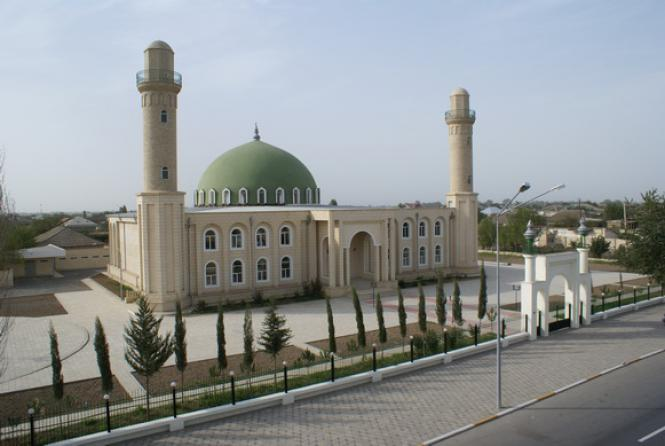
Heydər-Moschee

Sabirabad liegt am rechten Ufer des Flusses Kür nahe der Mündung des Araz in der trockenen Mugansteppe.

## Geschichte
Die Stadt wurde von ukrainischen Siedlern als Petropavlovka gegründet. Später hieß sie Qalaqayın, ehe sie zu Ehren des Dichters Mirzə Ələkbər Sabir erneut umbenannt wurde. Nach der militärischen Eskalation des Bergkarabachkonflikts Anfang der 1990er Jahre wurden etwa 10.000 Flüchtlinge aus der Konfliktregion in einem Lager nahe Sabirabad untergebracht.

## Verkehr
Über eine Buslinie ist Sabirabad mit der Hauptstadt Baku sowie den Städten im Südwesten des Landes wie İmişli verbunden.